# بولين روبرتسون
بولين روبرتسون (بالإنجليزية: Pauline Robertson) هي لاعب هوكي الحقل بريطانية، ولدت في 28 ديسمبر 1968.

## وصلات خارجية
- بولين روبرتسون على موقع أوليمبيديا (الإنجليزية)